# Julij Šokalskij
Julij Michajlovič Šokalskij (rusky Юлий Михайлович Шокальский, 5. říjnajul./ 17. října 1856greg., Petrohrad – 26. března 1940, Leningrad) byl ruský oceánograf, geograf a kartograf.
Šokalskij byl vnuk Anny Kernové, která proslula jako láska Alexandra Sergejeviče Puškina. Šokalskij vystudoval námořnickou akademii a celou kariéru strávil ve službách ruského a sovětského námořnictva. Pomohl založit Sevastopolskou námořní observatoř. Vytvořil řadu map a napsal množství odborných statí do časopisů (zhruba 300 zveřejnil v Marine Miscellanies) a monografií, zejména Oceánografii (1917), v níž zkoumal vztahy mezi meteorologií a hydrologií a zdůrazňoval nutnost sledování námořních jevů pro pochopení globálních změn klimatu. V práci také zakotvil termín Světový oceán.
Od roku 1914 do roku 1931 vedl Ruskou geografickou společnost.

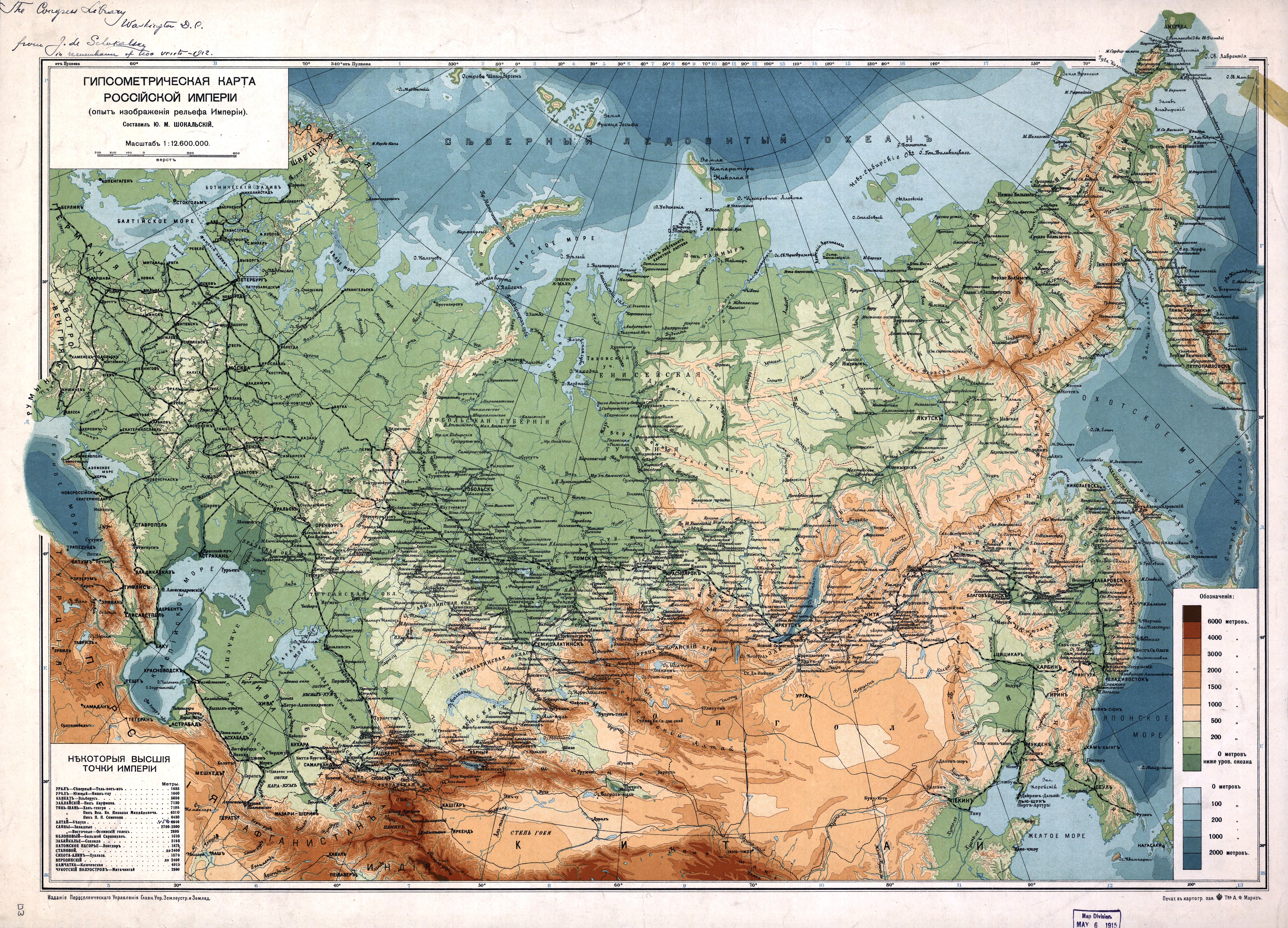
Šokalského mapa Ruského impéria z roku 1914 (s vlastnoručním věnováním knihovně Kongresu USA)

Jeho jménem byly pojmenované Šokalského průliv mezi mořem Laptěvů a Karským mořem, ostrov Šokalského v Karském moři a polární loď Akademik Šokalskij.